# Ctenus exlineae
Ctenus exlineae là một loài nhện trong họ Ctenidae.
Loài này thuộc chi Ctenus. Ctenus exlineae được miêu tả năm 1981 bởi Peck.